# Puch bei Weiz
Puch bei Weiz osztrák község Stájerország Weizi járásában. 2018 januárjában 2091 lakosa volt. 

## Elhelyezkedése

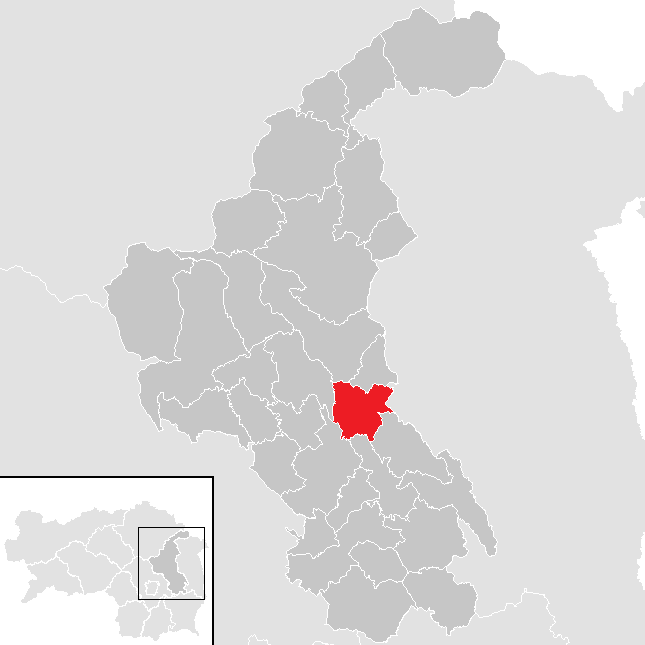
Puch bei Weiz a Weizi járásban

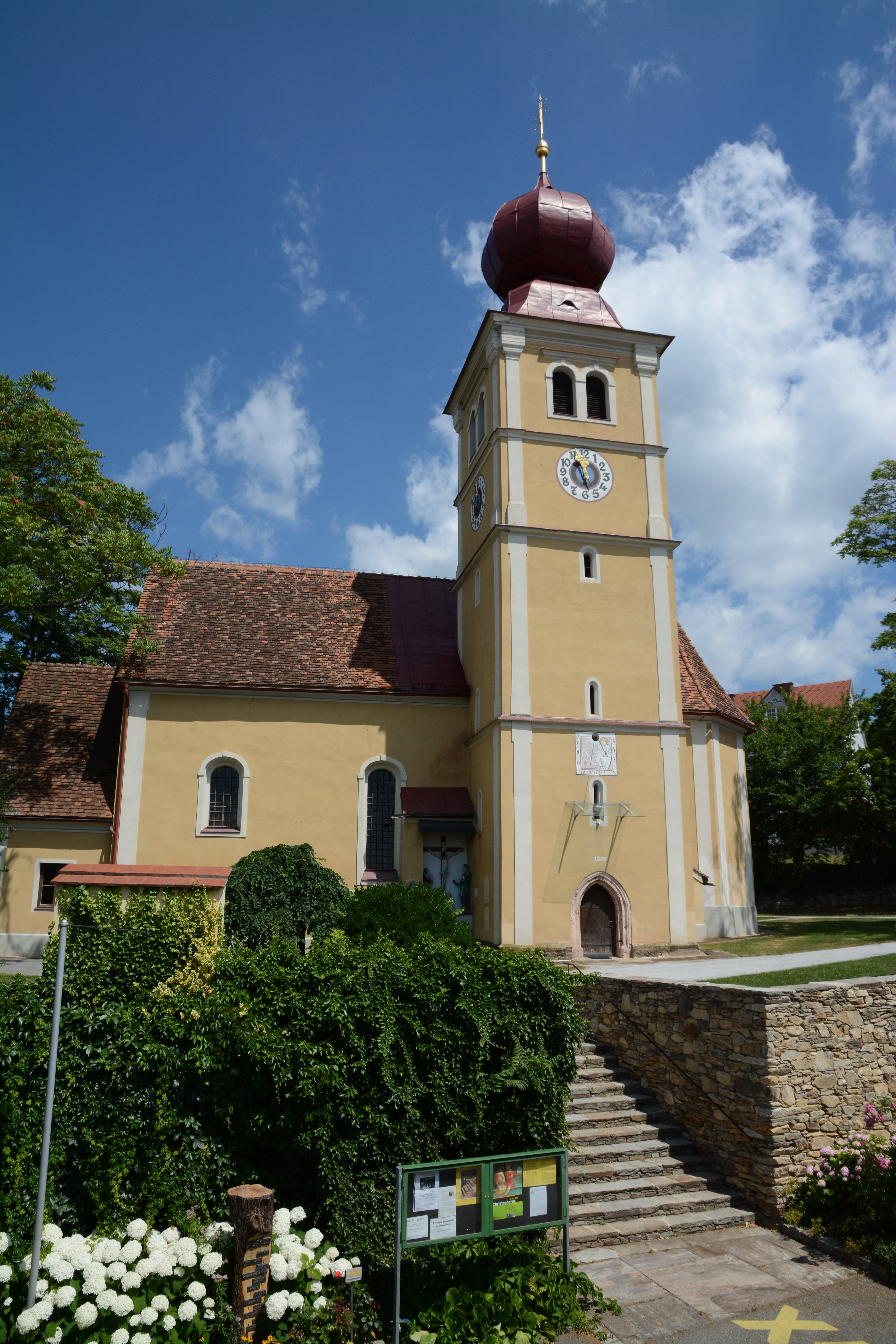
A Szt. Oszvald-templom

Puch bei Weiz a Kelet-stájerországi dombságon fekszik, kb. 25 km-re keletre Graztól. Legalacsonyabb pontja 392 méter-en található, a legmagasabb a 976 m-es Kulmgipfel. Legnagyobb állóvize a mesterséges Stubenbergsee. Az önkormányzat 6 települést egyesít: Elz (398 lakos 2018-ban), Harl (399), Höfling (105), Klettendorf (236), Perndorf (364) és Puch bei Weiz (589).
A környező önkormányzatok: délkeletre Pischelsdorf am Kulm, délre Ilztal, délnyugatra Sankt Ruprecht an der Raab, északnyugatra Thannhausen, északra Anger és Floing, keletre Stubenberg.

## Története
Puch területe már a kőkorban is lakott volt; a régészek a kelta és római időkből is találtak településre utaló leleteket. Első írásos említése 1386-ból származik.
Az önkormányzat mai, hat falut összefogó formájában 1952 óta létezik. Puch leginkább almatermeléséről ismert; 600 hektáron termelnek almát, amivel az ország legnagyobb gyümölcstermelő községe. A mezőgazdaságon kívül jelentős a turizmus is.

## Lakosság
A Puch bei Weiz-i önkormányzat területén 2018 januárjában 2091 fő élt. A lakosságszám 2001 óta (akkor 2184 fő) csökkenő tendenciát mutat. 2015-ben a helybeliek 98%-a volt osztrák állampolgár; a külföldiek közül 0,4% a régi (2004 előtti), 1,3% az új EU-tagállamokból érkezett. 2001-ben a lakosok 96,3%-a római katolikusnak, 1,6% pedig felekezeten kívülinek vallotta magát. Ugyanekkor 4 magyar élt a községben.  

## Látnivalók
- a Szt. Oszvald-plébániatemplom
- az Almaház múzeum
- a helytörténeti-mezőgazdasági múzeum
- a kelta skanzen
- a világ legnagyobb faalmája Elzben
- Puch bei Weiz a Stájer almaút turisztikai szövetség része, amely öt települést egyesít és bemutatja az erdős hegyvidék legfontosabb gyümölcséből készült gasztronmóiai különlegességeket

## Fordítás
- Ez a szócikk részben vagy egészben  a   Puch bei Weiz című német Wikipédia-szócikk ezen változatának fordításán alapul.  Az eredeti cikk szerkesztőit annak laptörténete sorolja fel. Ez a jelzés csupán a megfogalmazás eredetét és a szerzői jogokat jelzi, nem szolgál a cikkben szereplő információk forrásmegjelöléseként.